# 范珠
范珠（1435年—1494年），字嘉龍，四川敘州府富順縣人，民籍，明朝政治人物。

## 生平
四川鄉試第六十一名舉人，成化二年（1466年）中式丙戌科會試第一百八十四名，三甲第七十五名進士。

## 家族
曾祖范忠；祖父范有成；父范弘毅，國子助教；母陳氏。重慶下。妻陳氏，弟范魯、范揚、范豫、范英。